# Inga arenicola
Inga arenicola är en ärtväxtart som beskrevs av Terence Dale Pennington. Inga arenicola ingår i släktet Inga och familjen ärtväxter. IUCN kategoriserar arten globalt som starkt hotad. Inga underarter finns listade i Catalogue of Life.